# José María Mena Álvarez
José María de Mena Álvarez(Villarcayo, 1 de diciembre de 1936) es un jurista español, miembro de una familia de juristas.

## Biografía
Licenciado en Derecho, fue profesor de derecho penal en la Universidad de La Laguna y después en la Universidad de Barcelona. Entre 1964 y 1967 fue fiscal en Santa Cruz de Tenerife, donde después de pedir penas de cárcel para unos empresarios a causa de la muerte de 14 trabajadores en accidente laboral, fue trasladado forzosamente a Barcelona. Poco después se afilió al Partit Socialista Unificat de Catalunya (PSUC), razón por la cual en 1972 fue desterrado en Lérida. En 1975 regresó a Barcelona, abandonando la militancia política. Es uno de los fundadores de la asociación Unión Progresista de Fiscales.
En 1984 se hizo cargo, junto con Carlos Jiménez Villarejo, de la querella contra Banca Catalana, que finalmente fue archivada. También participó en los casos Planasdemunt (1994), Bertran de Caralt, Luis Pascual Estevill o Javier de la Rosa. En 1996 fue nombrado fiscal jefe de la Fiscalía del Tribunal Superior de Justicia de Cataluña en sustitución de Carlos Jiménez Villarejo, cargo que ocupó hasta su jubilación en 2006. Desde su cargo destacó por enfrentarse al fiscal general del Estado, Jesús Cardenal, al negarse a repatriar a los menores de edad extranjeros indocumentados y a denunciar las concentraciones ante el Partido Popular la noche antes de las elecciones generales de 2004. También apoyó al juez de la Audiencia Nacional, Baltasar Garzón, cuando fue declarado culpable del delito de prevaricación y condenado a expulsión de la carrera judicial por el Tribunal Supremo, al haber grabado ilegalmente las conversaciones de investigados con sus letrados defensores, vulnerando sus derechos fundamentales y garantías procesales. Desde entonces ha pasado a presidir la Associació Catalana de Juristes Demòcrates (ACJD). En 2010 fue galardonado con la Cruz de Sant Jordi, que otorga la Generalidad de Cataluña. Es autor del libro, De oficio, fiscal (2010).